# مارتن إف. هوارد
مارتن إف. هوارد هو سياسي أمريكي، ولد في 12 سبتمبر 1892، وتوفي في 9 أبريل 1969. نشط حزبياً في الحزب الجمهوري. وقد انتخب عضو جمعية ولاية ويسكونسن ‏.